# Boda (Hongarije)
Boda is een plaats (község) en gemeente in het Hongaarse comitaat Baranya. Boda telt 425 inwoners (2001).